# Goravanahalli, Tirumakudal Narsipur
Goravanahalli là một làng thuộc tehsil Tirumakudal Narsipur, huyện Mysore, bang Karnataka, Ấn Độ.